# 松桃站
松桃站位于中华人民共和国贵州省铜仁市松桃苗族自治县孟溪镇，是渝怀铁路上的火车站，广州铁路集团管辖。原站名孟溪站，2012年10月更名为松桃站。

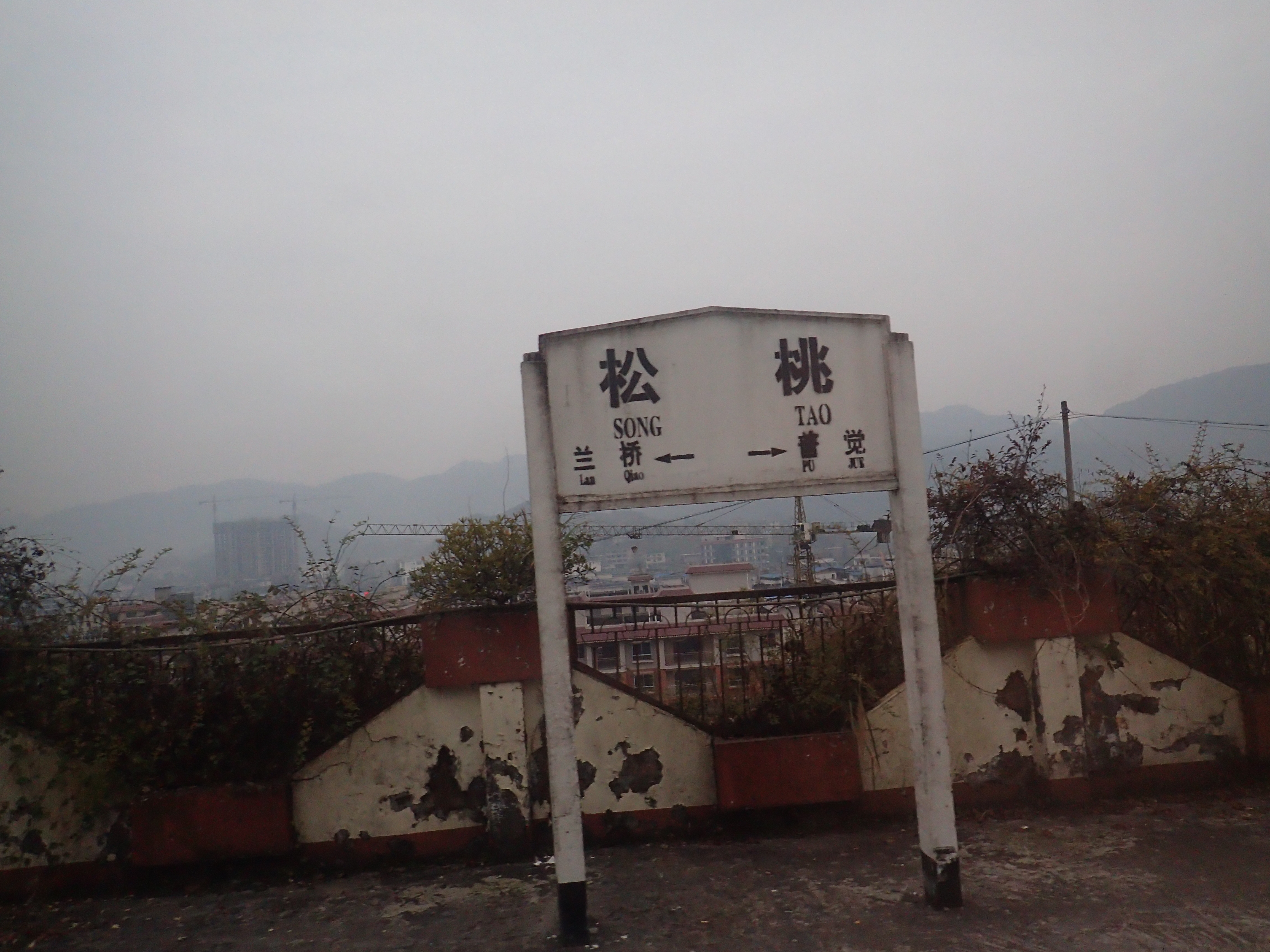
2017年，列车上拍摄的松桃站站牌

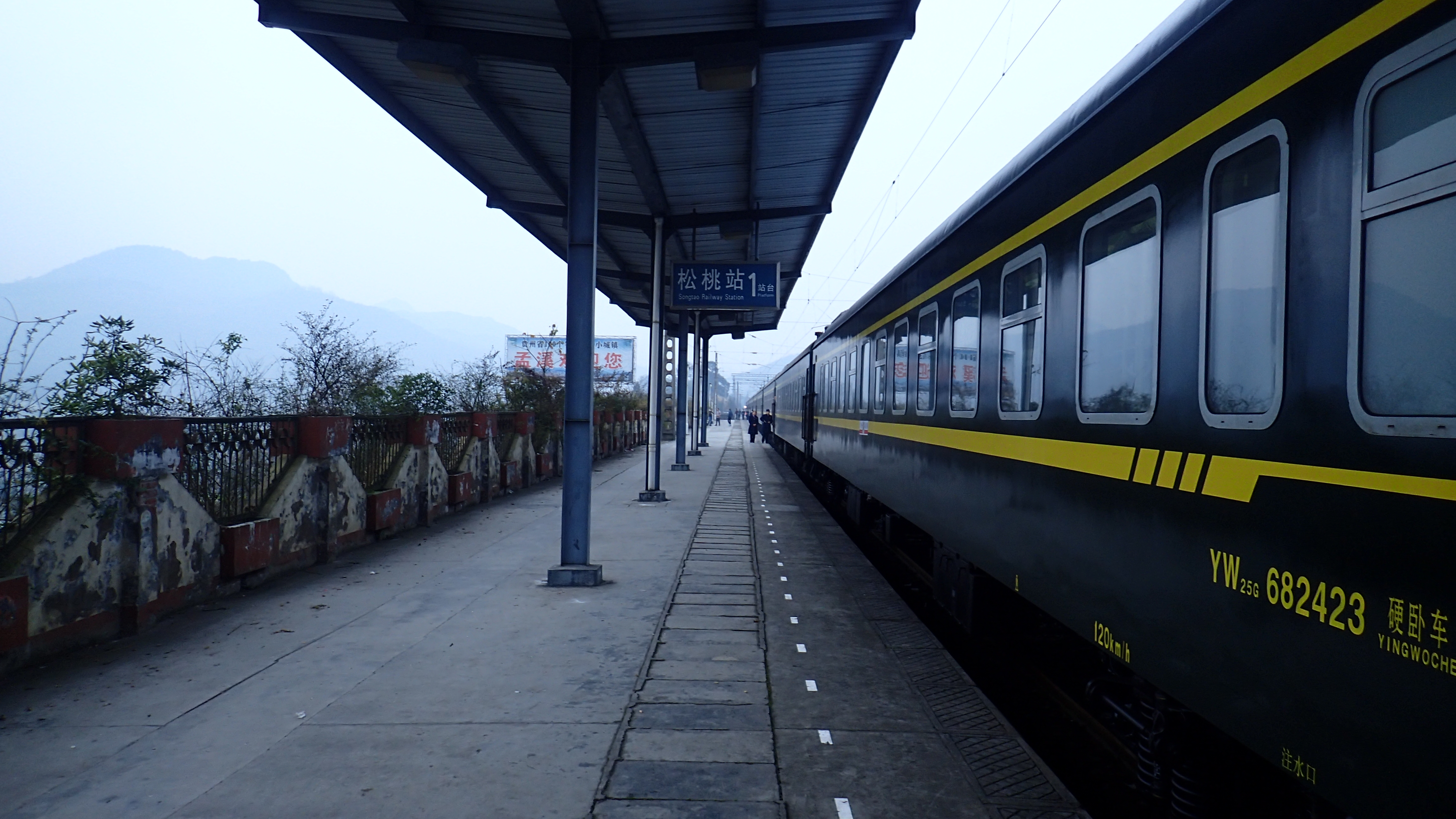
2017年，松桃站站台

## 車站周邊
- 金都大酒店
- 孟溪农贸市场
- 中国农业银行松桃孟溪支行
- 中国邮政储蓄银行孟溪营业所
- 孟溪中学
- 孟溪完全小学
- 松桃县孟溪派出所